# Museo de Calatayud
El museo de Calatayud se halla en la localidad española de Calatayud (plaza de Santa Teresa, n.º 3, junto a la Puerta Terrer). Fue creado en 1972. Su entonces modesta exposición permanente fue ubicada en el Palacio de la comunidad, hoy sede de la comarca. Actualmente, el museo de Calatayud dispone de sede propia inaugurada en 2007: un edificio histórico, el convento de las carmelitas, rehabilitado por el arquitecto Gonzalo Urbizu teniendo en consideración las necesidades de un museo.
El edificio ha obtenido, hasta agosto de 2009, tres premios por su arquitectura, que además de realzar los restos del antiguo convento, incorpora modernas formas cúbicas de metal, vidrio, alabastro... Con ello se ha conseguido un conjunto armónico, de interiores amplios y luminosos que permiten una buena contemplación de la colección permanente y posibilitan una estructuración efímera de espacios para responder a las necesidades de las exposiciones temporales y de la propia evolución de la exposición permanente. Destaca además por ser un museo accesible, sin barreras arquitectónicas.
Su exposición permanente está compuesta en su mayoría de restos arqueológicos procedentes de la ciudad romana de Bílbilis, a la que se suma como aportación significativa obra del artista García Torcal, pintor clave en el arte abstracto aragonés de la segunda mitad del siglo XX. Puede destacarse, entre los restos arqueológicos, el amplio conjunto de pintura mural romana procedente de Augusta Bilbilis, las acuñaciones propias de la ceca bilbilitana y los diferentes retratos escultóricos de la familia Julio-Claudia, entre ellos una cabeza de Augusto capite velato hallada a finales de 2009. 